# Kindhausen
Kindhausen är en ort i kommunen Volketswil i kantonen Zürich i Schweiz. Den ligger cirka 11 kilometer nordost om centrala Zürich. Orten har 1 771 invånare (2022).